# Klemens av Alexandria

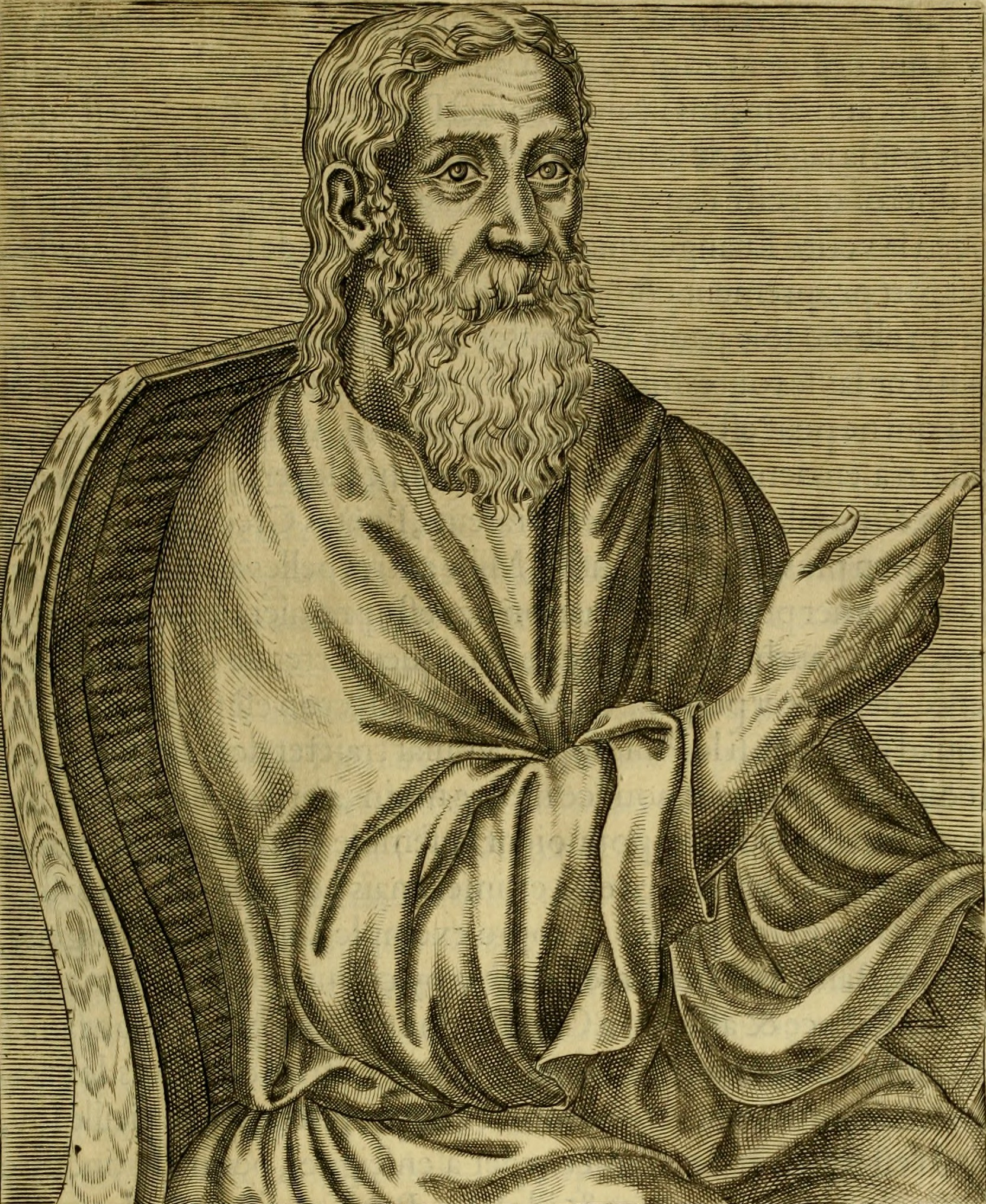
Klemens av Alexandria, avbildning från 1500-talet.

Klemens av Alexandria (grekiska: Κλήμης ὁ Ἀλεξανδρεύς; latin: Titus Flavius Clemens), född cirka 150 i Aten, död cirka 215 i Jerusalem, var en grekisk kristen teolog och filosof. 
Klemens reste runt i världen på jakt efter en högre mening i tillvaron. Under denna tid bekände han sig till flera religioner. Han konverterade slutligen till kristendomen i Alexandria. Där blev han också ledare för kateketskolan. En av hans elever var Origenes som kom att påverkas av sin lärare och också efterträda honom som ledare för denna kateketskola. Genom sin förtrogenhet med grekisk filosofi kom Klemens att söka en djupare och mer mystisk gudsupplevelse, Han talar om gnosis (grekiska: γνῶσις = kunskap) i förhållande till Gud. Klemens kan dock inte betraktas som gnostiker enligt den vanliga definitionen av detta ord.
Det finns flera skrifter av Klemens bevarade, däribland i stort sett i sin helhet trilogin Propreptikos (Förmaning till hedningarna), Stromata (Lapptäcket eller Vävnader) och Paidagogos (Pedagogen eller Läraren). I Paidagogos förespråkar han en tjänande roll hos de kristna i vägledningen av andra till kunskap om Kristus.

## Kvinnosyn
Klemens hade en för kristna vid hans tid kontroversiell syn på kvinnans roll i kyrkan och samhället. Där står han som motpol till Irenaeus som ville tysta ner kvinnan. Klemens säger i Stromata att även Paulus hade en fru, men att han lämnade henne hemma när han var ute på sina resor för att kunna ägna all sin tid åt missionen. I samma text säger han att det fanns kvinnliga diakoner som predikade i kvinnokvarteren, för att undvika skandaler utifall männen skulle gå dit.
I Paidagogos tar han upp äktenskapet, och han menar att mannen och kvinnan i samband med detta blir en. I äktenskapet är man och kvinna lika. Enligt professor Heinrich Kanz kan man inte yttra sig på ett tydligare sätt om den totala jämställdheten i äktenskapet. I 'Stromata' utvecklade han sin syn på kvinnans ställning än mer, och han säger att mannen och kvinnan är av samma natur och därmed lika.

## Övrigt
Ett dittills okänt brev av Klemens, i vilket han citerar ur det tidigare okända Hemliga Markusevangeliet, upptäcktes 1958 av Morton Smith. Brevets äkthet är omtvistad, fastän brevet redan 1980 togs med bland Klemens äkta verk.